# غيتانو فيلانجيري
غيتانو فيلانجيري (22 أغسطس 1753 - 21 يوليو 1788) كان رجل قانون وفيلسوفا إيطاليًا.
ولد فيلانجيري في سان سيباستيانو آل فيزوفيو، في مقاطعة نابولي، إيطاليا في عائلة نبيلة من فيلانجيري. كان والده قيصر، أمير أريانييللو، استفاد منه للحصول على مهنة عسكرية، بدأها في سن السابعة، لكنه سرعان ما قام بالتخلي عنها لدراسة القانون. تمكنت معرفته وبلاغته من تأمين نجاحه في وقت مبكر، في حين أن دفاعه عن مرسوم ملكي إصلاح الانتهاكات في إقامة العدل قد أكسبه صالح الملك فرديناندو الرابع من نابولي ورئيس وزرائه برناردو تانوتشي، وأدى إلى العديد من المواعيد المشرفة في المحكمة.

## روابط خارجية
- غيتانو فيلانجيري على موقع الموسوعة البريطانية (الإنجليزية)